# Serranus scriba
 (septembre 2013).
Si vous disposez d'ouvrages ou d'articles de référence ou si vous connaissez des sites web de qualité traitant du thème abordé ici, merci de compléter l'article en donnant les références utiles à sa vérifiabilité et en les liant à la section « Notes et références ».
Pour les articles homonymes, voir Scriba.
Serran écriture, Perche de mer
Espèce
Le serran écriture est un poisson benthique de mer Méditerranée proche du mérou.

## Physionomie
Le serran écriture porte une robe très caractéristique. Son corps est brun-rouge, couvert de bandes transversales brun foncé irrégulières, sa tête est bariolée de couleurs vives. Il porte un pédoncule caudal jaune et une large tache bleue ou violette à mi-flanc et sur le ventre. Des sinuosités sur l'opercule rappelant des caractères graphiques sont à l'origine de son nom écriture.
Sa longueur habituelle est de 10 à 25 cm mais peut atteindre plus de 40 cm.
Ses écailles cténoïdes sont rugueuses au toucher.
Sa grande bouche prognathe largement fendue présente une forte ressemblance avec celle du mérou et contient de fines dents acérées dirigées vers l'arrière. Ses opercules sont striés d'orangé, portent chacun trois fortes épines et un bord dentelé.
Ses nageoires se présentent ainsi:
- caudale: arrondie, orange;
- dorsale: longue, brune et rayée transversalement, avec 8 ou 9 épines antérieures frangées de rouge et des rayons mous à l'arrière piquetés d'orange;
- anale, pectorales et ventrales: orange.

## Écologie et biologie
Le serran mène une vie solitaire dans les zones rocheuses de la zone benthique littorale, plus rarement en fonds vaseux ou sableux. Il fréquente parfois les prairies de posidonies. On le rencontre généralement à faible profondeur (0 à 30 m), bien que certains plongent jusqu'à 100 m.
En tant que prédateur vorace, le serran écriture défend un territoire temporaire et chasse à l'affût. Il se nourrit d'annélides, de petits crustacés, de céphalopodes et de petits poissons, sur lesquels il fond avec une grande rapidité.
Le serran écriture est hermaphrodite synchrone : il possède des organes génitaux bivalents (ovotestis), dont les parties mâle et femelle arrivent à maturité parfois simultanément. Les œufs sont pondus de mai à août et sont collés sur des pierres.

## Noms vernaculaires
Le serran écriture est aussi couramment appelé perche de mer, serran royal, vache ou barquette.

## Pêche

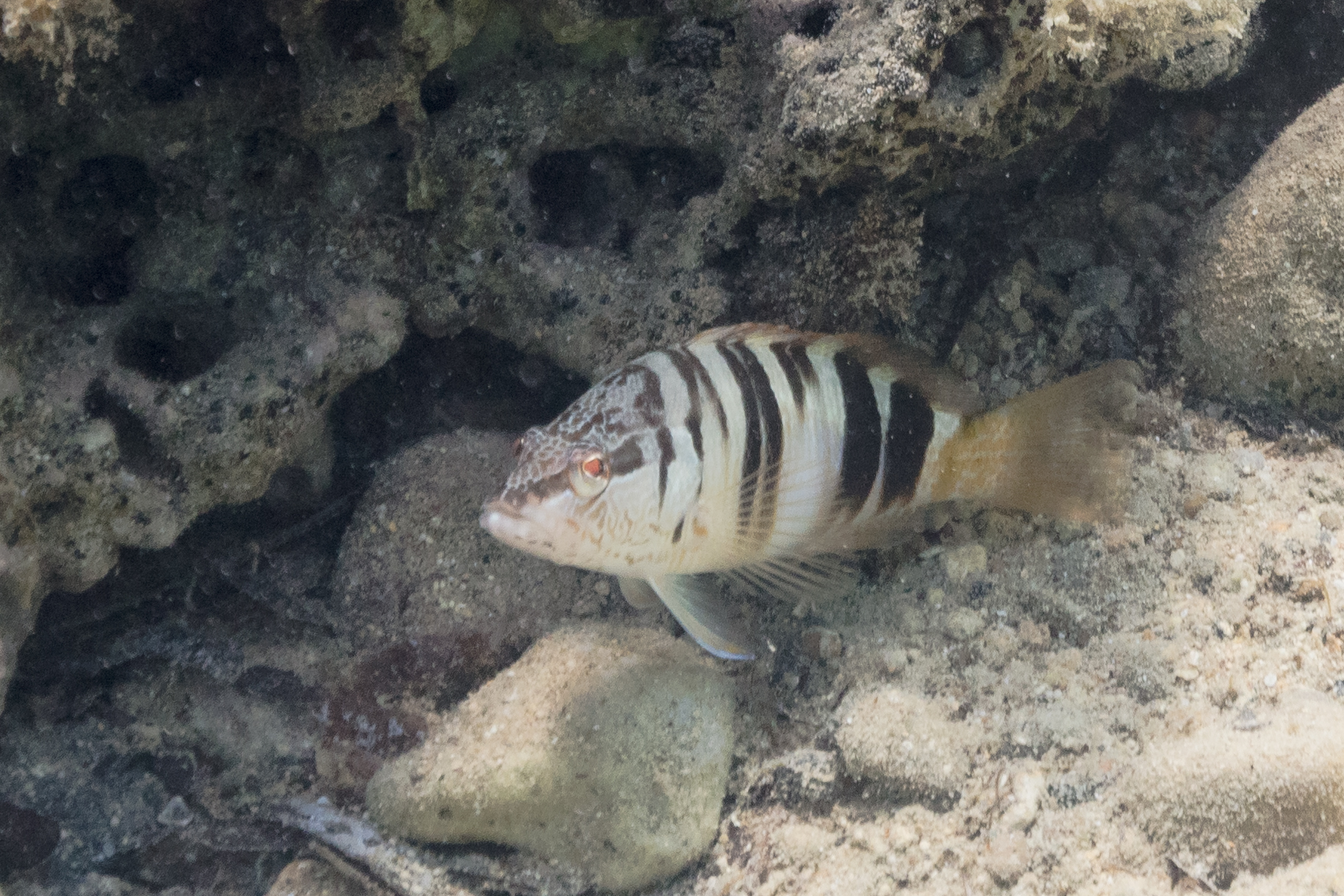
Serran écriture à Malte

Le serran écriture se pêche sur tout le pourtour méditerranéen et fait partie des principales prises des pêcheurs à la palangrotte. Il est à la portée des débutants tant sa gloutonnerie en fait une proie complaisante. C'est aussi un appât de choix pour la pêche au vif (loups, dentis, etc.).
Les chasseurs sous marin le trouvent souvent seul ou à plusieurs entourant un poulpe. 
Il entre dans la composition de la bouillabaisse et d'autres soupes de poissons. Sa chair est plus fine que celle du serran commun.

## Parasites
Comme la plupart des poissons, le serran écriture héberge des parasites internes et externes, y compris des copépodes, isopodes, monogènes et digènes.